# Quattro dopo mezzanotte
Quattro dopo mezzanotte (Four Past Midnight) è la quarta antologia di racconti di Stephen King, pubblicata la prima volta nel 1990 e costituita da quattro novelle.

## Elenco delle novelle
| nº | Titolo italiano                    | Titolo originale             |
| -- | ---------------------------------- | ---------------------------- |
| 1  | I langolieri                       | The Langoliers               |
| 2  | Finestra segreta, giardino segreto | Secret Window, Secret Garden |
| 3  | Il poliziotto della biblioteca     | The Library Policeman        |
| 4  | Il fotocane                        | The Sun Dog                  |

### I langolieri
Durante un volo aereo, tutti i passeggeri svegli spariscono. Solo quelli addormentati rimangono: una ragazza cieca, un insegnante, un inglese con un passato misterioso, un ingegnere, un musicista adolescente, uno scrittore del mistero, un dirigente e (per la fortuna dei passeggeri) un pilota non in servizio su quell'aereo. Dopo il risveglio dei passeggeri, il pilota prende il controllo dell'aereo, ma non riesce a contattare nessuno. Il volo era diretto a Boston, nel Massachusetts, ma viene dirottato alla più sicura Bangor nel Maine (il pilota non riesce a contattare nessuno a terra e decide che Bangor garantisce un atterraggio più sicuro rispetto ai potenzialmente affollati cieli di Boston). 
Non appena l'aereo atterra, la "ciurma" fa una terrificante scoperta. Scoprono che non solo sono gli unici sull'aereo, anche a terra non si trova alcuno. La ragazza cieca comincia a sviluppare una sorta di "seconda vista" e il dirigente, con la fretta di arrivare a Boston per una riunione, inizia a impazzire lentamente. Parte della sua follia è dovuta ad una storia raccontatagli dal padre, una visione dei Langolieri, bestie demoniache che cacciano i pigri e gli sfaticati per mangiarli vivi. La giovane ragazza, seguita a breve dal resto delle persone, inizia a cercare la causa di quella situazione, e ascolta gli agghiaccianti suoni di creature disumane che si stanno avvicinando lentamente a loro. 
I passeggeri del volo 29 dell'American Pride scoprono presto che il loro problema è il tempo: l'aereo è in qualche modo volato attraverso uno strappo dello spaziotempo viaggiando in un mondo morto in cui il tempo sta per finire. I langolieri stanno arrivando, bestie indaffarate che, ogni giorno ora e minuto dell'eternità, si muovono tra questi mondi morti, mangiando qualunque cosa e chiunque incontrino. Sono delle entità senza volto, hanno solo una grande bocca con denti di squalo che ruotano come seghe elettriche, capaci di tagliare qualsiasi materiale. I sopravvissuti fuggono attraverso lo stesso varco spazio-temporale che li ha portati nella nuova dimensione e li ritrasporta nel loro tempo. Arrivano al loro aeroporto, la vita continua come al solito e lascia loro un piccolo ricordo.
I langolieri è stato anche riadattato per una mini serie TV dal titolo omonimo.

### Finestra segreta, giardino segreto
Finestra segreta, giardino segreto è simile a La metà oscura, una precedente opera di King. Entrambi parlano di scrittori, in questo caso di Mort Rainey, simile allo stesso Stephen King. Mort viene visitato da una persona che dimostra che un suo racconto è una copia quasi identica di una storia che Mort scrisse anni prima. L'uomo accusa Mort di avergli rubato la storia e gli chiede di scrivere un nuovo romanzo a nome suo come risarcimento, provare la sua innocenza o prepararsi per le brutte cose che gli accadranno.
Anche King, a suo tempo, fu accusato di plagio. Una donna disse che entrò in casa sua per rubarle un manoscritto (Misery). In un'altra occasione, un pazzo entrò in casa di King e, quando fu scoperto dalla moglie Tabitha, si difese dicendole che il marito gli aveva rubato numerosi libri e che aveva una bomba nella scatola da scarpe che aveva in mano. La bomba si dimostrò essere una fandonia.
La storia è stata trasformata nel film Secret Window nel 2004, con Johnny Depp nel ruolo del protagonista.

### Il poliziotto della biblioteca
Il poliziotto della biblioteca fu scritto dopo che il figlio di King non volle andare in biblioteca perché aveva paura della Polizia Bibliotecaria, pur essendo consapevole che si trattasse solo di uno spauracchio per bambini. King pensò che fosse una buona idea e la usò.
Cosa succederebbe se un uomo severo con un grande cappotto venisse a casa tua per riprendersi il libro che non hai restituito in tempo? E più importante: cosa succederebbe se avessi perduto il libro che avevi preso in prestito?

### Il fotocane
Il fotocane racconta di un ragazzo che riceve proprio quello che vuole per il suo quindicesimo compleanno: una Polaroid. Ben presto scopre che la fotocamera ha qualcosa di strano. Fa foto molto simili tra di loro, e completamente differenti dal soggetto fotografato. Il fotocane è ambientato nella fantastica città di Castle Rock nel Maine, ed è il preludio del romanzo Cose preziose pubblicato nel 1991.

## Edizioni
- Stephen King, Quattro dopo mezzanotte, traduzione di Tullio Dobner, collana Pandora, Sperling & Kupfer, 1999,  p. 835, ISBN 88-200-2939-1.